# Crown Estate
The Crown Estate är en korporation i Storbritannien som förvaltar kronans mark, det vill säga land som formellt tillhör den brittiske monarken i kraft av ämbetet. Crown Estate är inte detsamma som monarkens privategendom.

## Bakgrund
Sedan 1760 har brittiska monarker frivilligt avstått avkastningen från kronans egendomar i gengäld för en civillista (engelska: Civil List), en ordning som varade fram till 2010-talet.
Crown Estate upprättades 1961 genom Crown Estate Act 1961 av Storbritanniens parlament för förvalta kronans land på kommersiella villkor, och således skapa intäkter till HM Treasury.
Efter införandet av Sovereign Grant Act 2011 under regeringen Cameron, som trädde i kraft 1 april 2012, tillfaller en fast procentandel av avkastningen från Crown Estate den brittiska monarken för att fullgöra rollen som landets statschef. Ursprungligen var det 15 %, men från 2017/1018 höjdes det till 25 %.